# جوزيف تايلور (كاتب)
جوزيف تايلور (بالإنجليزية: Deems Taylor)‏ هو صحفي وملحن وكاتب أمريكي، ولد في 22 ديسمبر 1885 في نيويورك في الولايات المتحدة، وتوفي بنفس المكان في 3 يوليو 1966.

## وصلات خارجية
- جوزيف تايلور على موقع IMDb (الإنجليزية)
- جوزيف تايلور على موقع ميوزك برينز (الإنجليزية)
- جوزيف تايلور على موقع قاعدة بيانات برودواي على الإنترنت (الإنجليزية)
- جوزيف تايلور على موقع أول ميوزيك (الإنجليزية)
- جوزيف تايلور على موقع ديسكوغز (الإنجليزية)
- جوزيف تايلور على موقع قاعدة بيانات الفيلم (الإنجليزية)